# Wilson Miao
Pour les articles homonymes, voir Miao.
Chung An Wilson Miao (né le 12 avril 1987 à Hong Kong) est un homme politique canadien. Il représente la circonscription de Richmond-Centre depuis 2021 sous la bannière du Parti libéral.

## Biographie
Directeur des communications et du marketing au Richmond Sentinel, Miao se porte candidat pour le Parti libéral dans la circonscription de Richmond-Centre en vue des élections canadiennes de 2021. Il affronte notamment la députée sortante Alice Wong, en place depuis 2008 et facilement réélue depuis. Dans une course serrée, il bat Wong quatre jours après l'élection. Il s'agit alors de l'avant dernière élection à être déclarée dans le pays, devançant seulement Lisa Marie Barron dans Nanaimo—Ladysmith.